# Philips Stadion
Philips Stadion er et hollandsk fodboldstadion, som ligger i byen Eindhoven. Stadionet fungerer som hjemmebane for Æresdivision-holdet PSV Eindhoven og sommetider for Hollands fodboldlandshold. Det blev åbnet i 1913 og har i dag plads til 35.000 tilskuere.
Philips Stadion var blandt de fire hollandske stadioner, som blev benyttet ved EM i fodbold 2000, da landet sammen med Belgien havde værtsskabet. Desuden valgte UEFA i 2006 at bruge det til finalen i UEFA Cuppen, som Sevilla vandt med 4-0 over Middlesbrough.